# 空っぽのヒカリ
「空っぽのヒカリ」（からっぽのヒカリ）は、声優アーティスト・落合祐里香の11枚目シングル。2009年3月25日にasu-one entertainmentから発売された。12ヶ月連続CDリリース第11弾。

## 解説
品番はYZAE-5013。

## 収録曲
（全作詞：落合祐里香／全作曲・編曲：ne-co）
1. 空っぽのヒカリ
2. Babies' breath
  - 落合祐里香公式サイトで「Babies' Breath」と表記されているのは誤記です。
3. 空っぽのヒカリ（inst）
4. Babies' breath（inst）